# Nemirnica
Nemirnica je sklop ili mehanizam koji se koristi u preciznoj mehanici a sastoji se od spiralne opruge i zamašnjaka, a po zadaći su dinamički spremnici jer pri njihanju pretvaraju potencijalnu energiju u kinetičku energiju i obratno. Zamašnjak nemirnice može biti s dvama, trima ili četirima palcima. Spiralna opruga ima stalan razmak između zavoja i kružan (češće) ili pravokutan poprječni presjek. Zamašnjak, obično s trima, a rjeđe dvama ili četirima palcima, može biti izrađen od bronce ili mjedi, a spiralna opruga od bronce ili čelika za opruge legiranoga s Ni, Cr, W i Mn. Preporučuje se berilijska bronca. Nemirnicu s obama elementima od berilijske bronce, popularno nazivaju jednomaterijalnom.

## Načelo djelovanja nemirnice
Nemirnica je mehanički titrajni sustav jer se sastoji od spremnika potencijalne energije – spiralne opruge i spremnika kinetičke energije – zamašnjaka. Zamašnjak je učvršćen na osovinu, a spiralna opruga je unutarnjim krajem vezana za zamašnjak (ili osovinu), a vanjskime za kućište mehanizma u koje je ugrađena nemirnica. Zakretanjem osovine započinje vrtnja zamašnjaka, a istodobno se navija spiralna opruga. Navijena se spiralna opruga vraća u početno stanje i zakreće zamašnjak u suprotnome smjeru. Rezultat uzajamna djelovanja zamašnjaka i spiralne opruge jest titranje (njihanje) nemirnice oko ravnotežnoga položaja. Perioda je titranja stalna. 
Nemirnice satnih mehanizama obično imaju spiralnu oprugu vrlo maloga kružnoga presjeka i više od 10 zavoja. Vanjski zavoj opruge umetnut je u vilicu tako da je između dvaju izdanaka vilice i opruge mala zračnost. Točnost rada sata regulira se promjenom radne duljine opruge (dio ukupne ispružene duljine opruge), i to samo ako sat radi ubrzano ili kasni. Radna se duljina mjeri od mjesta učvršćenja unutarnjega kraja spiralne opruge do vilice. Zakretanjem kazaljke regulatora, na kojoj je vilica, mijenja se radna duljina, I to: ako sat brza, treba povećati radnu duljinu, pa se kazaljka pomiče na stranu (-), a, ako kasni, valja smanjiti radnu duljinu, to jest kazaljku pomaknuti na stranu (+). 

## Primjena
Nemirnice se, kao i njihala, koriste se kao regulatori točnosti mehaničkih i elektromehaničkih satnih mehanizama (u ručnim satovima i budilicama, ali i u drugima). Njihova prednost prema njihalima jest da im djelovanje nije ovisno o položaju, jer one titraju jednilično u svakome položaju.